# Oligosoma
Oligosoma es un género de lagartos perteneciente a la familia Scincidae. Se distribuyen por Nueva Zelanda y las islas Lord Howe y Norfolk.

## Especies
Según The Reptile Database:
- Oligosoma acrinasum (Hardy, 1977)
- Oligosoma aeneum (Girard, 1857)
- Oligosoma alani (Robb, 1970)
- Oligosoma aureocola Knox, Patterson & Chapple, 2023[2]
- Oligosoma burganae Chapple, Bell, Chapple, Miller, Daugherty & Patterson, 2011
- Oligosoma chloronoton (Hardy, 1977)
- Oligosoma fallai (Mccann, 1955)
- Oligosoma grande (Gray, 1845)
- Oligosoma hardyi (Chapple, Patterson, Bell & Daugherty, 2008)
- Oligosoma homalonotum (Boulenger, 1906)
- Oligosoma inconspicuum (Patterson & Daugherty, 1990)
- Oligosoma infrapunctatum (Boulenger, 1887)
- Oligosoma judgei Patterson & Bell, 2009
- Oligosoma levidensum (Chapple, Patterson, Bell & Daugherty, 2008)
- Oligosoma lichenigera (O’Shaughnessy, 1874)
- Oligosoma lineoocellatum (Duméril, 1851)
- Oligosoma longipes Patterson, 1997
- Oligosoma maccanni (Hardy, 1977)
- Oligosoma macgregori (Robb, 1975)
- Oligosoma microlepis (Patterson & Daugherty, 1990)
- Oligosoma moco (Duméril & Bibron, 1839)
- Oligosoma nigriplantare (Peters, 1874)
- Oligosoma northlandi (Worthy, 1991)
- Oligosoma notosaurus (Patterson & Daugherty, 1990)
- Oligosoma oliveri (Mccann, 1955)
- Oligosoma ornatum (Gray, 1843)
- Oligosoma otagense (Mccann, 1955)
- Oligosoma pikitanga Bell & Patterson, 2008
- Oligosoma polychroma (Patterson & Daugherty, 1990)
- Oligosoma repens Chapple, Bell, Chapple, Miller, Daugherty & Patterson, 2011
- Oligosoma roimata[3] Patterson, Hitchmough & Chapple, 2013
- Oligosoma smithi (Gray, 1845)
- Oligosoma stenotis (Patterson & Daugherty, 1994)
- Oligosoma striatum (Buller, 1871)
- Oligosoma suteri (Boulenger, 1906)
- Oligosoma taumakae Chapple & Patterson, 2007
- Oligosoma tekakahu Chapple, Bell, Chapple, Miller, Daugherty & Patterson, 2011
- Oligosoma toka Chapple, Bell, Chapple, Miller, Daugherty & Patterson, 2011
- Oligosoma townsi (Chapple, Patterson, Gleeson, Daugherty & Ritchie, 2008)
- Oligosoma waimatense (Mccann, 1955)
- Oligosoma whitakeri (Hardy, 1977)
- Oligosoma zelandicum (Gray, 1843)